# Jakub Molęda
Jakub Molęda známý jako Kuba Molęda (* 3. května 1984, Olkusz) je polský zpěvák, který společně s Ewou Farnou vyhrál konkurz u amerického Disney Channel na natočení polské verze titulní písně (a videoklipu) filmu s názvem Camp Rock, později (opět s Ewou Farnou) nahrál i polský soundtrack k filmu Camp Rock 2.